# Graptemys ernsti
Graptemys ernsti är en sköldpaddsart som beskrevs av Jeffrey E. Lovich och Clarence John McCoy 1992. Arten ingår i släktet Graptemys och familjen kärrsköldpaddor. IUCN kategoriserar Graptemys ernsti globalt som nära hotad. Inga underarter finns listade i Catalogue of Life.
Arten förekommer enbart i delar av floderna Escambia, Yellow och Shoal och deras biflöden i västra Florida och södra Alabama.
Graptemys ernsti lever i huvudfårorna i mellanstora till stora floder, speciellt i områden där det finns gott om sötvattensmusslor och grenstumpar att sola på. Arten återfinns sällan eller aldrig i flodmynningar, bakvatten eller träsk vid flodslätter. Honorna bygger bon på stora, relativt öppna sandbankar med fin sand.
Hanar och ungdjur livnär sig främst på insekter, medan vuxna honor äter nästan uteslutande snäckor och musslor, den till USA introducerade asiatiska musslan Corbicula är honornas primära byte.
Honorna blir könsmogna vid en ålder av minst 14 (mer troligt 19) år, och uppnår full storlek vid cirka 23 års ålder. Hanarna blir könsmogna vid cirka 3-4 års ålder och kan uppnå maximal storlek vid åtta års ålder. Honorna lägger i genomsnitt sju ägg åt gången, cirka fyra gånger per år.